# Sauzon

Sauzon este o comună în departamentul Morbihan, Franța. În 1 ianuarie 2022 avea o populație de 1.043 de locuitori.